# Simaba docensis
Simaba docensis är en bittervedsväxtart som beskrevs av E. V. Franceschinelli & K. Yamamoto. Simaba docensis ingår i släktet Simaba och familjen bittervedsväxter. Inga underarter finns listade i Catalogue of Life.